# 木斯塔山口
木斯塔山口是穿越巴爾托洛慕士塔格山的山口，巴尔托洛慕士塔格山的群峰是目前中国和巴基斯坦领土之间的边界。“慕士塔格”（Mustagh, 意为“冰山”）。“木斯塔”，其实就是慕士塔格。可能是为了防止与新疆的境内的二座慕士塔格峰（Mustagh Ata, 意为“冰山之父”)和木孜塔格峰（Ulugh Mustagh)混淆，所以这里叫木斯塔。巴尔托洛慕士塔格山是喀喇昆仑山脉的一个子山脉，巴尔托洛慕士塔格山包括世界第二高峰喬戈里峰和慕士塔格塔峰。木斯塔山口在慕士塔格塔峰西侧 ，而乔格里峰在慕士塔格塔峰在东侧。
根据荣赫鹏的说法，木斯塔山口实际上有两个山口，东木斯塔山口或“旧” 木斯塔山口（海拔约5,422米（17,789英尺））和所谓的西木斯塔山口或“新”木斯塔山口，大约16 km（9.9 mi）向西（海拔分别为 5,700 和 5,800 m ) 。山口位于流向塔里木盆地的河流与流向印度洋的河流之间的分水岭上。 萨尔波拉戈山口是一个6,013米（19,728英尺） 高山口35°49′24″N 76°09′45″E / 35.82333°N 76.16250°E，位于西木斯塔山口和东木斯塔山口之间，它的名字可能是来自于北边的相邻冰川（萨尔波拉戈冰川）。
穿过木斯塔山口的路线是从塔里木盆地的莎车县到印度河上游的巴尔蒂斯坦斯卡都最短路线，商队过去常常从那里前往克什米尔的斯利那加。该山口位于喀喇昆仑山脉的中间，东方的喀喇昆仑山口通往拉达克的列城，西方的通基里克达坂和明铁盖达坂往罕萨和吉尔吉特。

## 历史
受冰川影响，至少从十九世纪中叶起，该条路线便无法供商队通行。1861年，戈德温-奥斯汀上校对当地进行考察时发现，该通道仅被少数居住在莎车的巴尔蒂斯坦人所使用，供他们穿越访亲探友。据Frederick Drew的报告显示，1863年至1870年间，莎车和巴尔蒂斯坦之间没有口岸。
"东边的老木斯塔山口已经闲置了三十或四十年，因为上面结了冰，因此寻找了一个新的山口，西边的另一个山口也被发现了。后一个山口直到十年前才部分使用。然而，没有一个欧洲人越过其中任何一个，但戈德温-奥斯汀上校在1862年从南侧非常接近新木斯塔山口的顶峰，当时由于天气恶劣，他不得不折返" 
沿着叶尔羌河的饲料和燃料显然比喀喇昆仑山口丰富的多：
 "Turdi Kol带我沿着河往下游走了几英里，并带我参观了另外两个同样不错的露营地，他说这个河谷下游的牧场比赛图拉镇所在的喀拉喀什河的牧场要多得多。而且在过去，河谷人口众多，耕种过，商人从木斯塔山口到巴尔蒂斯坦来回走动"

1887年，在Mark Sever Bell上校的要求下，荣赫鹏穿越了该山口，抵达了巴尔蒂斯坦的Askole村，成为首个被记录下来穿越该山口的欧洲人。此后亦有两次穿越该山口的记录，分別于1929年的意大利探险队和 1986年的法国滑雪探险队创下。
现今，受中巴经济走廊投资的影响，经由木斯塔山口进行的道路规划初露矛头，若道路建成则莎车县与Shigar（斯卡都）東北方約50 km（31 mi）)的车程将较红其拉甫口岸的现有路程缩短350 km（220 mi）。

## 注脚
1. ↑  Younghusband, Francis. The Heart of a Continent: A Narrative of Travels in Manchuria, across the Gobi Desert, through the Himalayas, the Pamirs and Chitral, 1884-94, p. 189. Published: 1897. London. Reprint (2005): Elibron Classics Replica Edition. ISBN 1-4212-6551-6 (pbk); ISBN 1-4212-6550-8 (hbk).
2. ↑  Ferber, Aug. C. F. (1907). "An Exploration of the Mustagh Pass in the Karakoram Himalayas." The Geographical Journal, Vol. 30, No. 6. (Dec., 1907), p. 630. JSTOR 1776814
3. ↑  Rizvi, Janet. Trans-Himalayan Caravans : Merchant Princes and Peasant Traders in Ladakh, p. 26. 1999. Oxford University Press. New Delhi. ISBN 0-19-564855-2.
4. ↑  Younghusband, Francis. "A Journey across Central Asia, from Manchuria and Peking to Kashmir, over the Mustagh Pass." Proceedings of the Royal Geographical Society and Monthly Record of Geography, New Monthly Series, Vol. 10, No. 8 (Aug., 1888), p. 509.
5. ↑  Younghusband, Francis. The Heart of a Continent: A Narrative of Travels in Manchuria, across the Gobi Desert, through the Himalayas, the Pamirs and Chitral, 1884-94. Published: 1897. London. Reprint (2005): Elibron Classics Replica Edition, p. 236. ISBN 1-4212-6551-6 (pbk); ISBN 1-4212-6550-8 (hbk).
6. ↑  Patrick French. (1994). Younghusband: The Last Great Imperial Adventurer, pp. 53, 56-60. HarperCollinsPublishers, London. Reprint (1995): Flamingo. London. ISBN 0-00-637601-0.
7. ↑  Rizvi, Janet. Trans-Himalayan Caravans : Merchant Princes and Peasant Traders in Ladakh, p. 26, n. 7. 1999. Oxford University Press. New Delhi. ISBN 0-19-564855-2.
8. ↑  Shigri, Afzal Ali. . DAWN.COM. 2016-08-23  [2021-01-16]. （原始内容存档于2022-06-17） （英语）.
9. ↑  Abbas, Ghulam. . [Profit by Pakistan Today]]. 2021-01-15  [2021-01-16]. （原始内容存档于2021-11-11） （美国英语）.